# NGC 5543
NGC 5543 је спирална галаксија у сазвежђу Волар која се налази на NGC листи објеката дубоког неба.
Деклинација објекта је + 7° 39' 15" а ректасцензија 14h 18m 4,0s. Привидна величина (магнитуда) објекта NGC 5543 износи 14,7 а фотографска магнитуда 15,5. NGC 5543 је још познат и под ознакама CGCG 46-88, PGC 51079.